# 杜爾靈格拉本河
49°00′43″N 10°40′48″E / 49.01193°N 10.68002°E
杜爾靈格拉本河（德語：Durlinggraben），是德國的河流，位於該國東南部，由巴伐利亞負責管轄，屬於布魯克巴赫河的右支流，河道全長1公里，流域面積1.8平方公里。